# シンセサイザー奏者
シンセサイザー奏者（シンセサイザーそうしゃ、英: Synthesist シンセシスト）とはシンセサイザーを演奏する音楽家のこと。
他の楽器の奏者との違いは、実際に演奏用インタフェース(通常は鍵盤)を扱う技能だけではなく、音色作成機能を操作したり周辺機器を使用して音響効果を使うという技能が要求されること。また、他の楽器と違ってミュージックシーケンサーによる自動演奏機能があるため、必ずしも他の楽器に見られるような練達した楽器演奏を必要としてはいない。そのため、練達を必要とする他の楽器のプレイヤーから、時に否定的な発言を浴びせられることがある。しかし楽器の扱いについて基本が出来ていなくて大成することは、やはり無理であることは他の演奏者と変わらない。

## 音響的技能を併せ持つ演奏者
「シンセサイザー奏者」と一口に言っても、その能力的側面は二つに分けることができる。ひとつは鍵盤演奏の技術的能力（テクニック）に優れた能力。これはキーボーディスト、キーボード奏者、キーボード・プレイヤーと呼ばれる人たちが持っている能力と同じ能力である。そしてもうひとつは、ひとつの音楽を構成するパートの音や楽曲全体の鳴り響きをデザインする能力。
前者は音楽を演奏する中の一人の演奏者の役割を持つのに留まるが、後者は演奏する音のデザインはもちろん、作曲または楽曲全体のグランド・デザインを描くことまで含まれ、その楽曲のイメージを楽曲の複数のパートまたは全パートに至るまでシンセサイザーを使い音響技術的手法を駆使して創り上げる。その両方を兼ね備えている人もあれば、どちらか一方に主に長けている人もある。
シンセサイザーはその楽器の特徴として他の楽器の様に「固有の音」をまったく持たない。それゆえシンセサイザーは楽器という面の他に「音響装置」という面もある（1970年代後半にはシンセサイザーが楽器であるかどうかという論議も侃々諤々になされた）。そうしたシンセサイザー特有の性質もあって、演奏や作曲への活用には音響的なセンスと決定の能力が必要となる。そうした理由から、楽曲の進行と音響に関して総合プロデューサー、アレンジャー、マエストロ（演奏指揮者）の様な能力を併せ持つことを要求される。こうした点からシンセサイザー奏者は他の楽器奏者とは異なる特徴を持つ。
例えば、シンセサイザーで演奏する音の性格ごとに大別したカテゴリーには、リード、ベース、パッド、パーカッション、エフェクツ（効果音）などに大別されている。このカテゴリーは1990年代に登場するシンセサイザーから徐々に定着し始めたものの、現在もなお画一的に定まっておらずサウンドを創るシンセサイザー奏者、サウンド・デザイナー、シンセサイザーのメーカーなどが音創りの際にそれぞれ必要に応じて任意にカテゴリーを分けているのに過ぎないが、その分類の根拠はどの人も音の性質や性格を考慮して定める傾向を持っている。このカテゴリーの分類判断とカテゴリーの中にある音の仕分け分類を見ても、シンセサイザーが音楽創作に多様で総合的な性質を持っていることが読み取れるのと同時に、シンセサイザー奏者がそうしたシンセサイザーの特徴や性質に対応できる幅広い音響技術的な能力が必要になることがわかる。

## シンセサイザー特有の演奏方法
またシンセサイザーの演奏は人が演奏するだけに留まらず、人と機械の演奏を合わせてなされる演奏方法もあり、シンセサイザー奏者は機械が織り成す発音・演奏を考慮した演奏技能を持つことも要求される。
例えば、先のサウンド・カテゴリーのうち「パッド」と呼ばれるサウンドの中でも音の立ち上がりが遅く設定されているパッド音（例えばゆっくり音量が大きくなる弦楽器の様な音）を選んで演奏する場合には、フィルターの開き具合や音の立ち上がりを聞きながら演奏できなければならない。また曲のテンポが早くて音の立ち上がりがまるで追いつかないと感じる音色は音の立ち上がりが早い別の音色に選び変えるか、音の立ち上がりの早さを調整して設定を変える操作を行える判断と技能が要求される。音の調整はあらかじめ行う場合もあれば、演奏中にパネル上のつまみを操作して調整する場合もある。
現在（2006年）では発売されたシンセサイザーのほとんどは様々な音色をシンセサイザー本体に蓄積できる「サウンド・バンク」と呼ばれる機構を持つ。その音色数は一台のシンセサイザーあたり128音色以上（最大で1000を超えるものもある）にものぼり、シンセサイザー奏者が演奏中に音色を自由自在に変えたい場合にはこのサウンド・バンクの中の音色をシンセサイザーの機種ごとに記憶し、どの機種のどのナンバーにどの音色があるか、ということがおよそわかるまでそのシンセサイザーに慣れておくことを要求される。
さらに自動演奏（シーケンサー）機能が搭載されたシンセサイザーを演奏する場合では、「アルペジオ」と呼ばれる分散和音やリズムの演奏を聞きながら鍵盤を操作しなければならない場合もある。（分散和音の自動演奏に特化した機能は「アルペジエイター」とも呼ばれる）
シンセサイザーの鍵盤は当初、発音のための「スイッチ」の代わりとして本体に付属したため、その意義も演奏のためにつけられたものではないところから始まっている。かつてのシンセサイザーは発音のためのボタンがついており効果音を発する音響機器としての性質が強かった（この当時では「シンセサイザー」という呼び名はまだない）。鍵盤の付属が定着したのはロバート・モーグが開発し商品化したモーグ・システム・シンセサイザー以降のことである(モーグの発明したシステム・シンセサイザーは「モジュラー・シンセサイザー」「モジュール・システム・シンセサイザー」とも呼ばれる)。モーグはピアノ式の鍵盤以上に演奏しやすい新しい理想的なスイッチの形を長い間模索していたが、シンセサイザー開発の最後でその発音スイッチをピアノ式の鍵盤に選んだのには、どの音楽家にとっても馴染まれておりどの人にも音楽的な表現に対応するのにもっとも優れているスイッチが（ピアノ式の）鍵盤であったため、とかつてその根拠を語っている。（演奏しやすいピアノ鍵盤以外の鍵盤として現在では「クロマチック鍵盤」と呼ばれる蜂の巣状の鍵盤が考案され実用化されている）
シンセサイザーの鍵盤はピアノの様にハンマーで弦を叩くようにはなっていないので、重い鍵盤に慣れているピアニストがシンセサイザーの鍵盤を触ると軽すぎておもちゃの鍵盤の様に感じられたりする。また多くのシンセサイザーは鍵盤のオクターブの幅がピアノの様に広くないのでピアニストたちには弾きづらいと感じる様だ。他方シンセサイザー奏者にとってはこれらの問題は気にならない場合がほとんどだ。
さらに1970年代後半に発売されたシーケンシャル・サーキット社のプロフェット5（Prophet 5）の製造初期には、鍵盤を押すとほんの一瞬発音までの時間にブランクを感じるピアニストもあった（この一瞬のブランクはシーケンシャル・サーキット社が考案した独特の鍵盤部の発音機構から生じていたもの）。それでもシンセサイザー奏者はプロフェット5を使う際には発音タイミングのズレが気になる場合でも鍵盤を押さえるタイミングを少し前にずらすなどしてそれを弾きこなした。これらのエピソードから考えると、シンセサイザーの鍵盤が発音スイッチであることの前提に立つか立たないかということがそうしたシンセサイザーの鍵盤への馴染み具体に結びついているものと思われる。鍵盤をスイッチと思わないピアニストたちにとっては違和感があり、スイッチだと考えるシンセサイザー奏者たちにとってはどんな鍵盤でもひとまず受け入れられたのだろう。（「ひとまず」というのは、鍵盤楽器を音楽に使う以上理想的な発音タイミングはやはりジャスト・タイムで弾きやすい鍵盤であることの方が理想的だからだ。それでも目の前に優れたサウンドを出すシンセサイザーがあれば、シンセサイザー奏者たちは鍵盤の問題を差し置いてもサウンドの方を重視して弾いたのである）
この様にシンセサイザーは鍵盤の意義や使い方も他の鍵盤楽器と異なる一面を持っているのに加え、シンセサイザー奏者は演奏に音響的な調整とその技能に密接に関わりを持つため他の楽器奏者と異なる点が多いが、シンセサイザーを「音楽演奏のために音を鳴らすもの＝楽器」として見た場合に他の楽器の演奏者とまったく同様に「〜奏者」と呼ぶことが一般的となり今日に至っている。

## キーボード奏者との違い
シンセサイザー奏者の技能の中にキーボード奏者と同じ要素が含まれることは先述の通りである。しかしキーボード奏者は必ずしもシンセサイザー奏者と同一ではない。なぜならキーボード奏者の弾きこなす楽器はハモンド・オルガンやエレクトリック・ピアノも含み、演奏する楽器がシンセサイザーに限られない為である。キーボード奏者は、一曲の中でシンセサイザー以外の鍵盤楽器を弾く場合もある。
またキーボード奏者にとってシンセサイザーを使う場合でも、音色の自作はシンセサイザー奏者に比べてそれほど重要な要素ではない。たいていはシンセサイザーの本体に記憶された「プリセット」と呼ばれる音色を呼び出す程度で演奏され、音色を作り出すとしてもキーボード奏者の音創りはシンセサイザー奏者が行うそれに比べると少しの範囲に留まる傾向にある。音色を作り出す技能よりも鍵盤の演奏技能に比重を置くのがキーボード奏者である。

## 電子オルガン奏者との違い
なおシンセサイザー同様に機能が向上してきた電子鍵盤楽器に電子オルガンがある。シンセサイザー奏者と電子オルガン奏者の違いはライブ演奏ではどちらも電子楽器を主に使ってリズムを任意にスタートさせたり鍵盤を演奏するなどの点で大きな違いはないが、電子オルガン奏者は一度の演奏ですべてのパートを演奏する技能を求められる一方、音創りにおいては積極的に自作する能力は求められない。これに対し、シンセサイザー奏者は積極的な音創りがなされる能力を持たなければならないことと、パートをいくつも重ねて創る楽曲を構成できる技能、さらには録音スタジオにも匹敵する程の高度な電気的・電子的音響技術効果を駆使できる技能を持たなければならない。演奏技能についてはライブ演奏ならシンセサイザー奏者にも求められてくるもののその技能は鍵盤の操作に限られない。鍵盤の横についた「ベンダー」などと呼ばれるコントロール・レバーや「トーン・ホイール」と呼ばれる車輪状のコントローラーで音程やビブラートを操作したり、演奏中にパネル上のつまみを操作して音色を操作することも含まれる。（シンセサイザーのメーカーによってこのコントロール・レバーの呼び名、形状、操作方法は異なる。ベンダーはローランド社製シンセサイザーでの呼び名。）
録音する音楽の場合ではシンセサイザー奏者はほとんど鍵盤を演奏せずスタジオ・ミキサー、アレンジャー、シーケンサーに演奏データを入力するプログラマーとそれほど変らない創作作業になる場合もある。

## DJ（ディージェイ）との違い
録音する音楽については2000年以降になって、パーソナル・コンピュータにソフトウェアをインストールすることで録音スタジオの環境をコンピュータの中に仮想的に再現した本格的な"DTM（デスクトップ・ミュージック）"が登場し始めた。このDTMでもソフトウェア化されたシンセサイザーを演奏したり音色を調整したりできるが、DTMは主に作曲作業と作曲した音楽の再生に用いるためか、DTMを用いてライブ演奏したとしてもその演奏者を「DTM奏者」などと呼ぶことはされない。ライブ演奏の中でDTMにあらかじめ入力したデータを使いながらシンセサイザーを演奏する演奏者ならシンセサイザー奏者と呼ぶが、他方、DTMとシンセサイザーをライブ演奏の音楽の中でふんだんに使っているのにもかかわらずシンセサイザー奏者と呼ばれない演奏者もいる。
"DJ（ディージェイ）"と呼ばれる演奏者たちがそうだ。かつてレコード盤に記録された音楽を再生するために語りなどで曲間を繋いで進行していったDJと同じ意味である。つまりレコード盤からCD、DTMに媒体が変ったとはいえ、記録された音楽を再生することでは同じ面を持つと言える。しかしかつてのDJと違い今日のDJはシンセサイザーやサンプリング・マシン（「サンプラー」ともいう）を使い、ライブ演奏で鍵盤を演奏する。さらに記録された音楽を再生するといっても、記録しておくのはDJがシンセサイザーを使うなどしてあらかじめ自作した短い音楽フレーズをDTMやサンプリング・マシンで鳴らしたり、CDの音楽を細切れにして再生し新しい音楽に仕立て上げる。今日のDJはすべての記録媒体を活用する演奏家である。（彼らをDJと呼ぶのには彼らが表現する音楽スタイルが記録された音楽の「再生」に始まっていることにもよるだろうが）それでも演奏にシンセサイザーを使うDJたちを「シンセサイザー奏者」とは呼ばないのには、彼らはシンセサイザーを楽曲演奏のサイド・ワークや創作のバック・グラウンドとして使うのに留まり、シンセサイザーを首尾一貫して中心的に使っていないことによるものだろう。
今日ではシンセサイザーを「楽器」として認識することが一般的であり、そのことを踏まえてシンセサイザーを縦横無尽に駆使して演奏する者を「シンセサイザー奏者」と呼ぶことが相応しいとする認識が一般的であると考えられる。

## 作曲家との違い
縦横無尽にシンセサイザーを駆使して演奏するシンセサイザー奏者は、シンセサイザーの音色をいくつも重ねて音を奏でるために楽曲全体を作曲するということも珍しくない。ここに作曲家と類似してくる面もあるが、シンセサイザー奏者が作曲家と異なるのは、作曲家はイメージした楽曲を譜面上に書き留めて記録し控えるのに対し、シンセサイザー奏者はイメージした楽曲をシンセサイザーを利用して音響的に具現化するという点で作曲家とは異なる。さらにシンセサイザー奏者の楽曲創りは作曲家のそれとは違いあくまでシンセサイザーを駆使した楽曲創りに限定される。
作曲家は各楽器奏者や楽器ごとの演奏上の個性（楽器に特有の演奏法や演奏者ごとに表現される音の違い）を考慮して作曲するが、最初に楽曲を思い描いた通りの譜面に変更を迫られるなどして、必ずしも最初の楽曲のイメージと同じにはならない場合もある。使う楽器によって音域も限定されたり、譜面に記された演奏がどうしても無理な奏法になる場合があるからだ。シンセサイザー奏者が行う作曲では楽器の個性や演奏法の問題をめぐる作曲の変更はまず生じない。
ただし作曲する楽曲がシンセサイザー以外の楽器（例えばギターなど）の鳴り響きを克明に再現して演奏する目的が明確な場合には、作曲家が考慮するのと同じくその楽器特有の演奏法と表現される音を考慮して作曲し演奏する必要が生じる。

## 技術者との違い
シンセサイザーが持つ機能の一部分を取り出してその部分を作業する人を「シンセサイザー奏者」とは呼ばない。シンセサイザーを使った演奏表現に重点を置いているのがシンセサイザー奏者である。それ以外の者、例えば演奏表現する立場から離れてシンセサイザーの音響的調整や音楽データの入力の作業を専門とする技術者は「シンセサイザー・プログラマー」と呼ばれ、シンセサイザーの音色創りを専門とする者は「サウンド・デザイナー」や「サウンド・プログラマー」と呼ばれる。彼らはハイテク時代の「楽器職人」や「調律士」とも言えるだろう。

## シンセサイザー奏者が使う電子楽器の種類
シンセサイザー奏者が使う電子楽器は鍵盤部分が付属する電子楽器に留まらない。ドラムを演奏する「ドラムマシン」や鍵盤部分がない本体だけのシンセサイザーもある。ドラムマシンは本体パネルの上面にある平たいボタンの様な形状の「パッド」と呼ばれるスイッチを叩くことで様々な打楽器音を発音させる。MIDIと呼ばれる演奏用の信号を通じて鍵盤での操作でも打楽器音を発音させることができる。
鍵盤部分がない本体だけのシンセサイザーは、ラックと呼ばれる箱状のケースに入れて使うタイプのものや床やテーブル、キーボード・スタンドに本体を置いて使うタイプのものがある。これらは直接本体を触って音階を演奏するのではなく、外部のコンピュータやキーボード状のコントローラーなどとの間にMIDIケーブルをつないで演奏する様に設計されたシンセサイザーである。その他、音をあらかじめ録音して音程や音質を変えて発音させるサンプリング・マシンもある。
さらに以下に挙げるものは電子楽器ではないが楽曲創りをする上での作業を補佐するツールとして、残響音を加えるリバーブ、反射音を作り出すエコーマシンなどのエフェクターと呼ばれる音響効果を施す周辺機器、コンピュータで電子楽器を演奏するためのシーケンサー（専用のマシンの形もあれば、コンピュータにシーケンサー・ソフトウェアをインストールして使うものもある）、楽器それぞれの音のレベル（音量）を総合的に調整するミキシング・コンソール、録音に使うレコーダー（古くはオープン・リールテープを使ったトラック・レコーダー、1990年代後半からはハードディスクを使ったハードディスク・レコーダー、2000年以降はレコーディング用のDTMソフトウェアをインストールしたパーソナル・コンピュータ）も含まれる。（この様に見ていくとシンセサイザー奏者は「音の記録＝レコーディング」に関連する技術に密接なことも他の楽器奏者と大きく異なる点を持っている）
シンセサイザー、サンプリング・マシン、ドラムマシンのいずれも機種によってそれぞれ出力される音の厚みや音色にクセや特徴がある。電子楽器の世界でも際立った特徴を持つ、いわゆる「味」のある音が出せる機種は「名機」と呼ばれたり、古いものでは「ビンテージ」と呼ばれる。
例えばミニ・モーグ"MINIMOOG"の様に太い音が得意のシンセサイザーもあれば、"ヤマハ DX7"の様に澄んだ音が得意のシンセサイザーもある。ドラムマシンやサンプリング・マシンは黎明期の機材ではデジタル録音される音の品質（ビット）が低いために、発音される音がざらついて出てくるものもある。黎明期の機材が出力する品質の低い音も後の時代になってLo-Fiな特徴を持つ音として活用される事がある。また電子楽器では一度に発音する発音数が限られている場合もある。古い機種では1音しか出ない「モノフォック」と呼ばれるタイプのものも珍しくない。和音が演奏できる「ポリフォニック」と呼ばれるタイプのものでも4音、8音、16音など機種によってそれぞれ発音数に上限がある。
シンセサイザー奏者たちはそれら最新機種からビンテージ機種に至るまで、それぞれのシンセサイザーの特徴を知っているものであり、創作する楽曲に見合ったシンセサイザーを選び出す能力とそれらを使いこなす技能を持っている。
そうしたそれぞれの機種に内在する技術的な制限を悪材料と見るのではなく逆にうまく利用したり、制限の壁を乗り越える新たな方法を生み出すなどして豊かな音楽表現を果たすための知恵と工夫に富んでいるのがどのシンセサイザー奏者の能力にも共通する特徴と言える。
シンセサイザー奏者が行う音楽表現のための作業は多面的であるためにその定義はいまだ明確には定まっていないが、以上に述べたことから「シンセサイザー奏者」とは、(1)「楽曲や演奏を通した表現を重点に置いていること」、(2)「その表現媒体としてシンセサイザーを中心的に使っていること」、(3)「その上で設定や操作などの技術的な手法によって音響的（サウンド）表現を果たすことができること」がシンセサイザー奏者であるかどうかの分け目と見ることができ、それを「シンセサイザー奏者」の定義とすることができるだろう。
以下に挙げるアーティストは上に述べた技能・技術面から見ても「シンセサイザー奏者」と呼ぶに相応しいだろう。

## 主なシンセサイザー奏者
- 海外のアーティスト
  - カシーフ
  - リック・ライト（ピンク・フロイド）
  - エドガー・フローゼ（タンジェリン・ドリーム）
  - ブライアン・イーノ
  - トニー・バンクス（ジェネシス）
  - キース・エマーソン
  - ジョー・ザヴィヌル
  - マイク・オールドフィールド
  - ウェンディ・カーロス（ウォルター・カーロス）
  - ラルフ・ヒュッター&フローリアン・シュナイダー（クラフトワーク）
  - ヴァンゲリス
  - ジャン・ミッシェル・ジャール
  - クラウス・シュルツェ
  - ブライアン・トランソー
  - ツォーマス・ホロパイネン（ナイトウィッシュ）
  - バーニー・ウォーレル
  - ニック・ローズ（デュラン・デュラン）
  - ハワード・ジョーンズ
  - パトリック・モラーツ（イエス）
  - リック・ウェイクマン（イエス）
  - スティーヴ・ウィンウッド
  - クスコ
  - マイケル・ジャクソン
  - スティーヴィー・ワンダー
  - トーマス・ドルビー
  - バリー・レング
  - ハービー・ハンコック
  - パトリック・グリースン
  - ヤニー
  - ジョン・ポール・ジョーンズ（レッド・ツェッペリン）
  - ジョルジオ・モロダー
- 日本のアーティスト
  - 冨田勲
  - 藤掛廣幸
  - 喜多郎
  - 宮下富実夫
  - 東海林修
  - 松武秀樹
  - ミッキー吉野（ゴダイゴ）
  - 姫神（星吉昭）
  - 蓜島邦明
  - バッハ・リヴォリューション
  - 深町純
  - 細野晴臣（YMO）
  - 坂本龍一（YMO）
  - 難波弘之
  - 小室哲哉（TM NETWORK）
  - 五十嵐充（元 Every Little Thing）
  - 小林武史（元 My Little Lover）
  - 向谷実
  - YOSHIKI（X JAPAN）
  - 神谷重徳
  - 神谷操
  - 後藤忠司
  - 安西史孝
  - 松浦雅也
  - 松前公高
  - 小久保隆
  - 佐藤博
  - 浅倉大介（access）
  - 大川タツユキ
  - 芙苑晶
  - 梶浦由記（See-Saw）
  - 増田隆宣
  - ヒイズミマサユ機
  - 古井弘人
  - 石野卓球（電気GROOVE）
  - 砂原良徳（元 電気GROOVE）
  - 鷹野雅史（Max Takano）
  - なすじん
  - 八木沼悟志（fripSide）
  - 蓮尾理之
  - 国分太一（TOKIO）
  - レイ・ハラカミ
  - 黒坂優香子（SILENT SIREN）
  - 寒川綾奈（元 SILENT SIREN）
  - 藤原聡（Official髭男dism）
  - 藤澤涼架（Mrs. GREEN APPLE）